# Pont del Rossinyol
El pont del Rossinyol és un pont de Sant Quirze Safaja (Moianès) inclòs a l'Inventari del Patrimoni Arquitectònic de Catalunya.

## Descripció
El pont situat damunt l'antic Rossinyol, porta cap al monestir de Sant Miquel del Fai per la porta del Rossinyol. Segueix el tipus d'esquena d'ase, corrent a l'època, format per un arc de mig punt rebaixat. La calçada del pont és de doble pendent poc pronunciada a la banda d'entrada i més pronunciada al cantó d'accés a la rampa. L'intradós és de paredat força regular, el pont té trams fets amb còdols, llosetes de pedra i amb llambordins. A l'arrencada de l'arc, a costat i costat, té trompes que actuen com a descàrrega de l'arc.

## Història
El priorat va ser secularitzat l'any 1567 pel papa, i va posar-lo en mans de l'ardiaconat menor de la catedral de Girona. Aquests varen fer algunes millores en el monestir. Una de les més importants és la construcció del pont i del pas de la foradada que facilita l'accés al monestir, anteriorment es feia per les anomenades escales de Sant Miquel, que eren uns graons de fusta fets per estaques clavades a la paret. Aquestes reformes es varen fer al voltant de l'any 1592, com ens ho indica la inscripció de la llinda de l'arcada del pas de la foradada.